# 잉크테크
잉크테크는 사무용, 산업용 잉크를 제조하고 판매하는 코스닥 상장 기업이다. 잉크젯 프린터에 사용되는 리필/재생 잉크 및 재생 토너를 제조해온 회사로, 신규사업으로는 인쇄전자에 사용되는 전자잉크 제조와 판매를 추진중이다. 1992년 설립되었으며 2002년에 코스닥에 상장되었다.
2014년 현재 시가총액 1,000억원 가량의 규모이다. 실적은 썩 좋지 못한 편이다. 2013년 9월부터 매분기 적자를 보고 있다.

## 참고 문헌
와이즈에프엔 보고서, 2014